# Cruella d'Enfer
Pour les articles homonymes, voir Cruella.
Cruella d'Enfer, personnage de fiction créée par Dodie Smith, apparut pour la première fois dans le roman The One Hundred and One Dalmatians (1956), adapté par les studios Disney en 1961 dans le long métrage d'animation Les 101 Dalmatiens, puis en film en 1996 dans Les 101 Dalmatiens de Stephen Herek et dans sa suite, 102 Dalmatiens. Ces deux adaptations ont connu elles-mêmes plusieurs suites et produits dérivés.

## Description
Comme son nom l'indique, Cruella d'Enfer (en anglais Cruella « De Vil », déformation de Devil qui signifie Diable) est une femme cruelle et diabolique, totalement obsédée par les fourrures. Elle est prête à tout pour obtenir ce qu'elle désire, elle ambitionne de se créer un superbe manteau en fourrure de chiots dalmatiens. Elle se caractérise par une teinture capillaire blanche d'un côté, noire de l'autre.
Dans le film Les 101 Dalmatiens, Cruella est une célèbre créatrice de mode qui possède la maison de couture « House of Devil ». Comme dans le dessin animé, elle tente de kidnapper des dalmatiens pour s'en faire un gigantesque manteau de fourrure.
Cruella d'Enfer fait son grand retour dans 102 Dalmatiens, sorti en 2000 aux États-Unis et en 2001 en France. Dans cet opus, qui est en fait la suite de celui de 1996, Cruella sort de prison où elle a subi une thérapie et est devenue une amie des chiens. Mais un couturier français, Jean-Pierre Le Pelt (interprété par Gérard Depardieu), va rapidement la faire sombrer de nouveau dans la folie.

### En animation

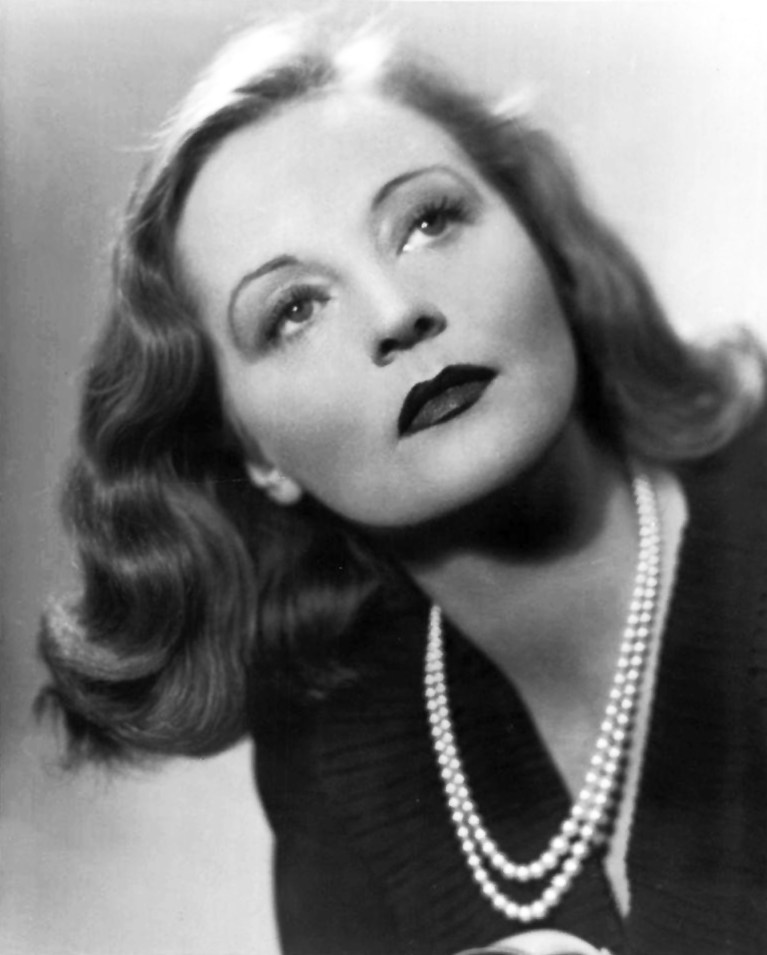
Tallulah Bankhead a inspiré sa version animée dans le film de 1961.

Le personnage de Cruella d'Enfer fut en partie inspiré par l'actrice Tallulah Bankhead, dont certaines excentricités furent reprises dans le film.
Durant la conception du film Les Aventures de Bernard et Bianca (1977), Cruella d'Enfer a été envisagée pour jouer le rôle de la méchante, caricature d'une mauvaise femme et plus proche d'un dessin que d'une vraie personne. Les studios Disney ayant alors pour politique de ne pas faire de suite à leurs films, un nouveau personnage nommé Médusa a été créé par Ken Anderson, animateur qui avait participé à la conception de Cruella.

### En prises réelles
Le personnage de Cruella d'Enfer est joué par Glenn Close (doublée en français par Élisabeth Wiener) dans Les 101 Dalmatiens et 102 Dalmatiens.
Elle est interprétée par Victoria Smurfit, dans les quatrième, cinquième et septième saisons de la série américaine Once Upon a Time. Il s'agit de la première version du personnage à posséder des pouvoirs magiques.
Cruella d'Enfer est aussi l'un des personnages du Disney Channel Original Movie Descendants, sorti en 2015, où elle est interprétée par Wendy Raquel Robinson (en). Le film met en scène les enfants de plusieurs héros et méchants de l'univers Disney, dont Carlos, le fils de Cruella interprété par Cameron Boyce.
Enfin, le personnage de Cruella d'Enfer est également joué par Emma Stone dans le film Cruella, réalisé par Craig Gillespie et sorti en 2021.

## Voitures

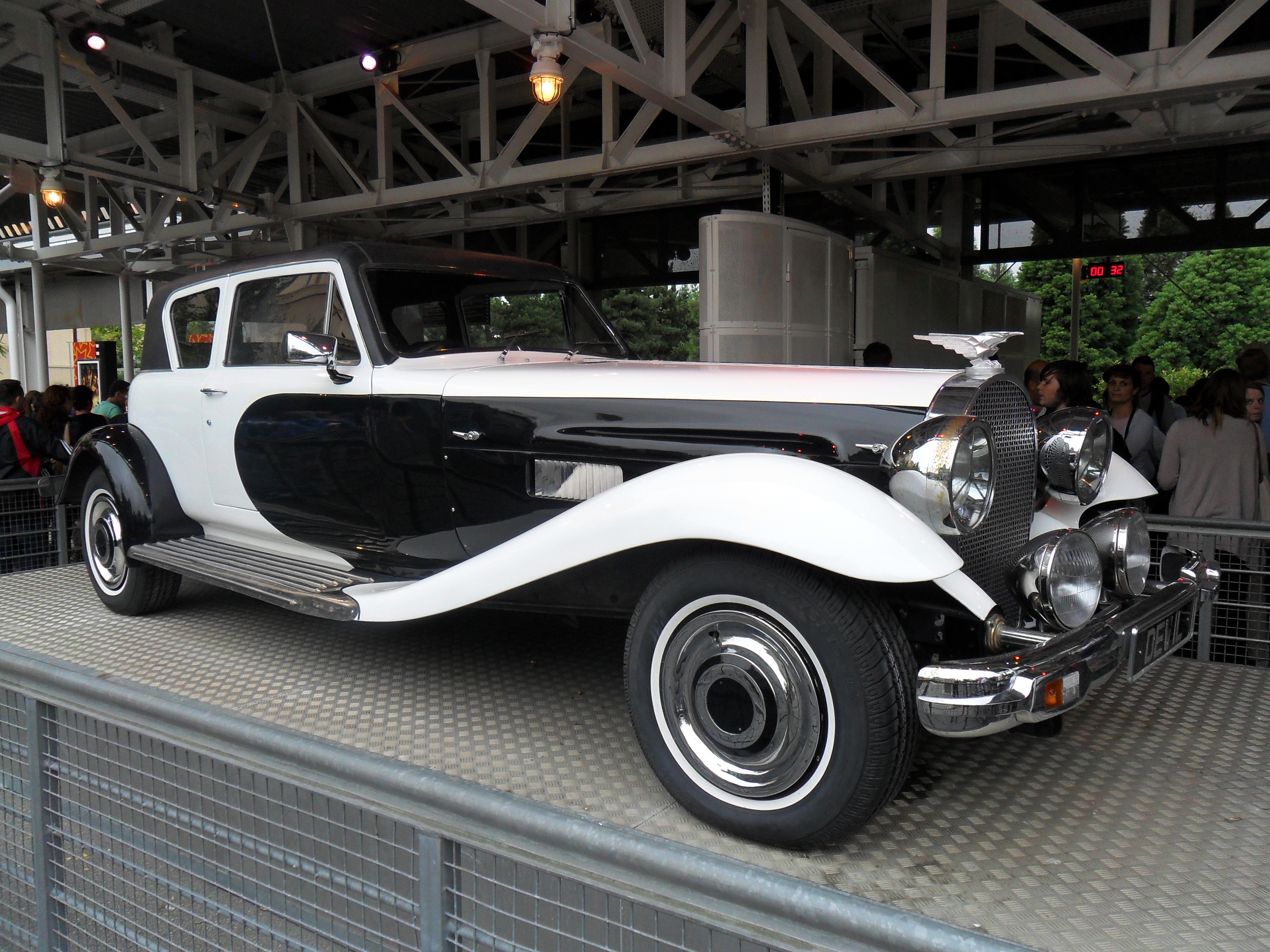
Cruella d'Enfer conduit cette Panther De Ville.

À chacune de ses apparitions, Cruella possède une voiture de luxe.
Dans les films Les 101 Dalmatiens et 102 Dalmatiens, elle conduit une Panther De Ville. Il s'agit d'une berline plus ou moins inspirée de la Bugatti Royale, fortement modifiée en coupé, avec une livrée bicolore (blanc et noir, en référence à la fourrure des dalmatiens), le toit étant recouvert de vinyle noir. Cette voiture est exposée au Parc Walt Disney Studios.
Contrairement à l'opus citatum, les voitures conduites par Cruella dans le dessin animé de 1961 et la série Once Upon a Time ne sont pas des Panther De Ville, même si elles y ressemblent.
Dans Les 101 Dalmatiens, 102 Dalmatiens et Once Upon a Time, la plaque d'immatriculation de la voiture est indexée « DEV IL », le nom de famille de Cruella dans la version originale.
En animation comme en prises réelles, Cruella est une conductrice dangereuse, qui roule à toute vitesse dans les rues pourtant étroites de Londres. Le bruit des pneus qui crissent et les coups de klaxons intempestifs préviennent d'ailleurs de son arrivée.

## Dans la culture populaire

Version de Cruella dans une affiche fictive lors d'une exposition de fan art en 2011.

Cruella est devenue l'un des méchants les plus reconnaissables du monde littéraire et cinématographique et, en tant que telle, occupe une place importante dans la culture populaire.
- La chanson du groupe de rock britannique Queen Let Me Entertain You contient les paroles « I'll Cruella de Vil You! »
- La chanson Cruel One du groupe The Children 18:3 mentionne Cruella dans son refrain.
- La chanson Cruella de Deadsy est écrite à propos de Cruella De Vil.
- Dans la série télévisée Hé Arnold!, épisode Curly's Girl, quand Rhonda souhaite rompre après avoir prétendu être sa petite amie, Helga l'appelle « Cruella ».
- Le groupe de rock The Replacements a enregistré une reprise de la chanson Cruella De Vil pour une compilation We Love Disney. Il apparaît également sur l’album musical du groupe All for Nothing / Nothing for All.
- Dans le remake de The Parent Trap de 1998, Hallie Parker dit à sa mère que son père va épouser une femme aussi perverse que Cruella de Vil.
- La chanteuse espagnole Alaska a fait une reprise de la chanson Cruella De Vil pour la version espagnole du film Les 101 Dalmatiens (101 Dalmatians).
- La chanteuse et actrice Selena Gomez a refait la chanson, inspirée de celle des 101 Dalmatiens de Disney. De même, le Dr. John, pianiste de blues et chanteur, a fait la couverture d'un Big Band pour un album de Disney's Greatest Hits; qui comprenait sa reprise de la chanson classique de 1961.
- Mark Campbell (de Jack Mack et de la célébrité Heart Attack) chante Cruella De Vil dans le film 102 Dalmatians et sur l'album 2000 Soundtrack de Disney.
- La chanteuse et interprète américaine Lady Gaga s'est déguisée en Cruella pour Halloween 31 octobre 2010[8].
- Une représentation gonflable du personnage est apparue à la cérémonie d'ouverture des Jeux olympiques d'été de 2012 à Londres, aux côtés de Voldemort, de la reine de cœur et du capitaine Crochet, avant l'arrivée d'un groupe de plus de trente Mary Poppins qui sont descendus avec leurs parapluies pour les vaincre - dans un segment célébrant la littérature pour enfants britannique.
- Dans Lois & Clark : Les nouvelles aventures de Superman, un tabloïd a publie un article accusant Lois Lane d'avoir trompé son mari, Clark Kent, avec Superman. Lois a déclaré qu'elle était sous l'influence de Cruella.
- La chanteuse américaine Melanie Martinez a teint la moitié de ses cheveux en blond, dans la même veine que Cruella d'Enfer.
- Zelda, la méchante sorcière du Cygne et la Princesse 3, a brièvement évoqué Cruella d'Enfer lors de sa chanson Wicked Witch of the West.
- Le rappeur américain XXXTentacion a teint la moitié de ses cheveux en blond, inspiré par Cruella d'Enfer[9].

## Filmographie

### Cinéma
- 1961 : Les 101 Dalmatiens (film d'animation)
- 1996 : Les 101 Dalmatiens
- 2001 : Les 102 Dalmatiens
- 2002 : Mickey, le club des méchants
- 2003 : Les 101 Dalmatiens 2, Sur la trace des héros
- 2005 : Il était une fois Halloween
- 2015 : Descendants
- 2021 : Cruella
- 2023 : Il était une fois un Studio

### Télévision
- 1997-1998 : Les 101 Dalmatiens, la série
- 2001-2004 : Disney's tous en boîte
- 2014-2016 : Once Upon a Time
- 2019-2020 : 101, rue des Dalmatiens

## Interprètes

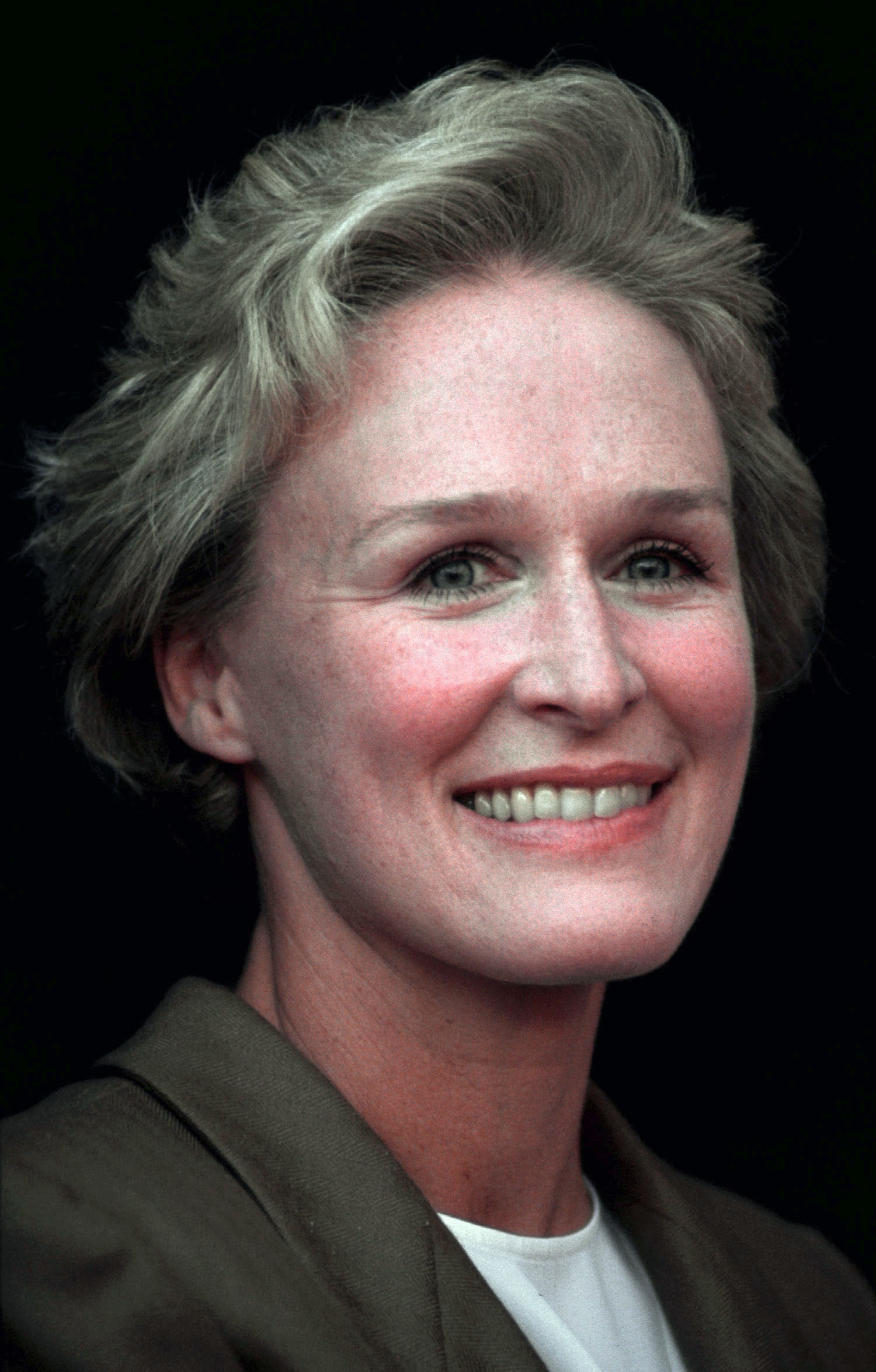
Glenn Close est la première actrice à avoir endossé son rôle, en 1996 et 2002.
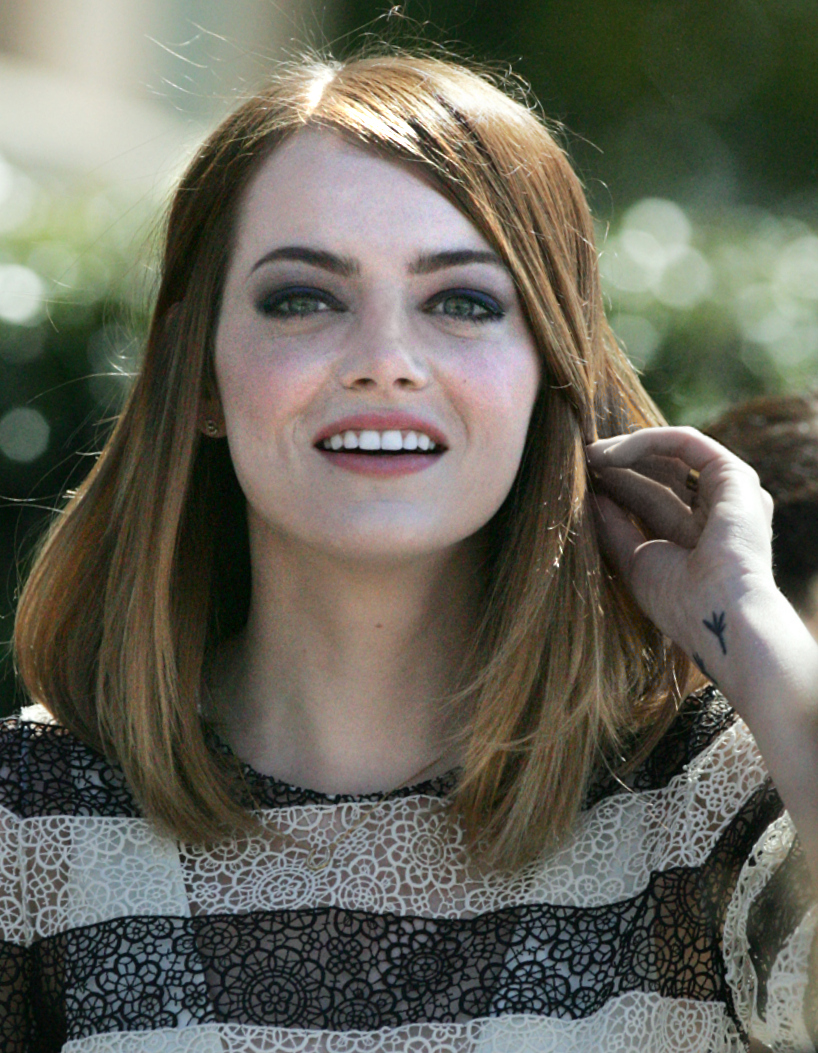
Emma Stone a repris le rôle, au cinéma en 2021.
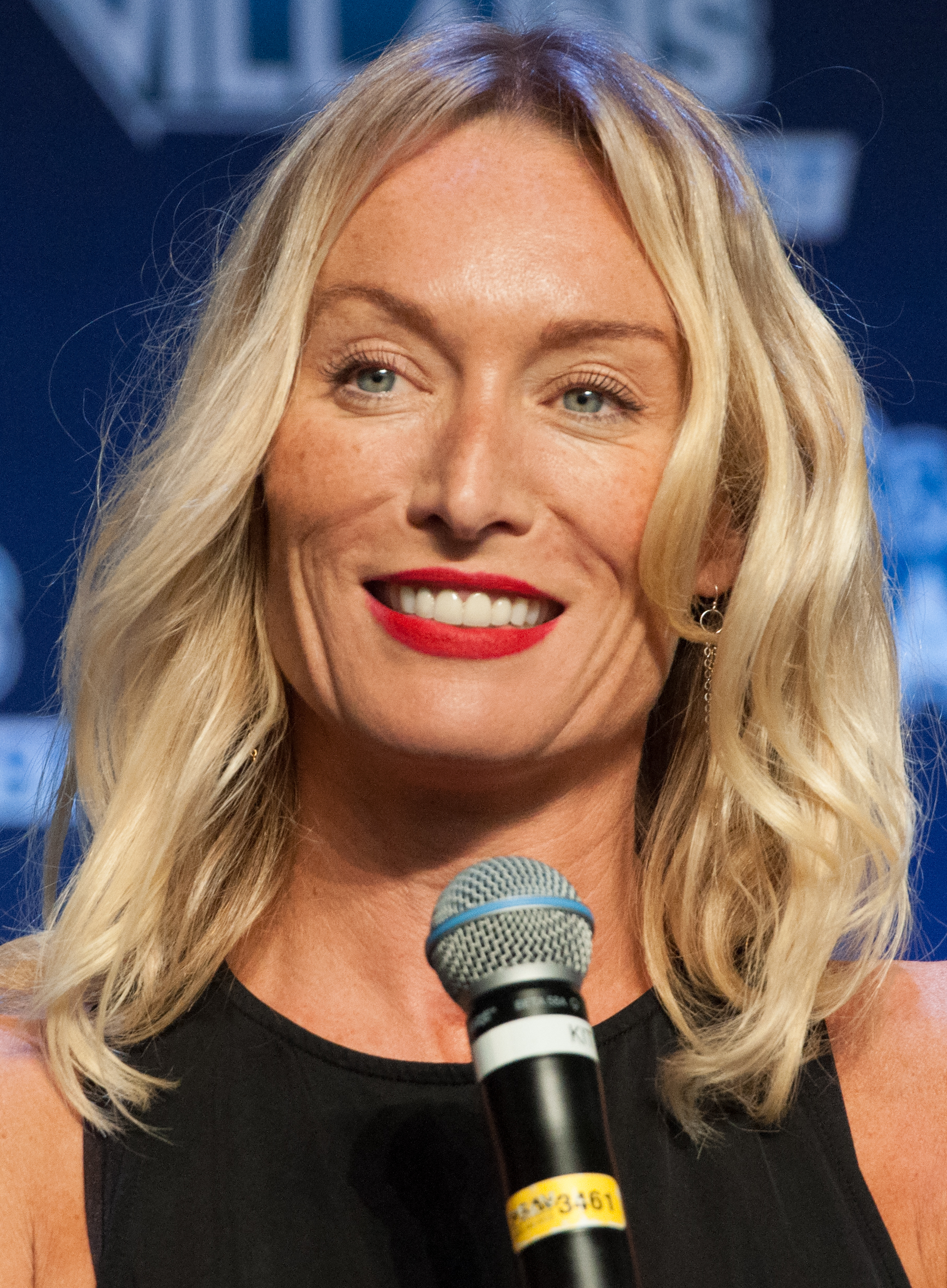
Victoria Smurfit l'a incarnée à la télévision entre 2011 et 2018.
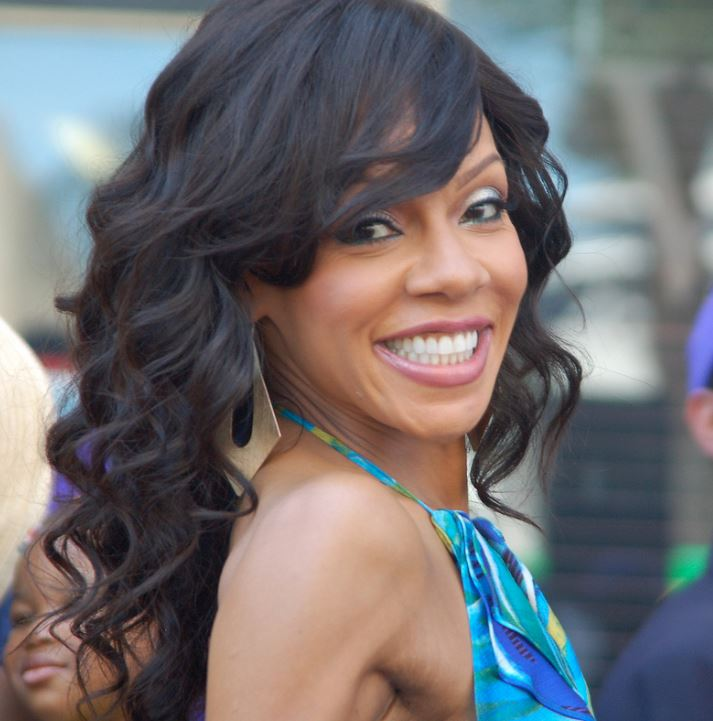
Wendy Raquel Robinson (en) a incarné Cruella dans le téléfilm Descendants en 2015.
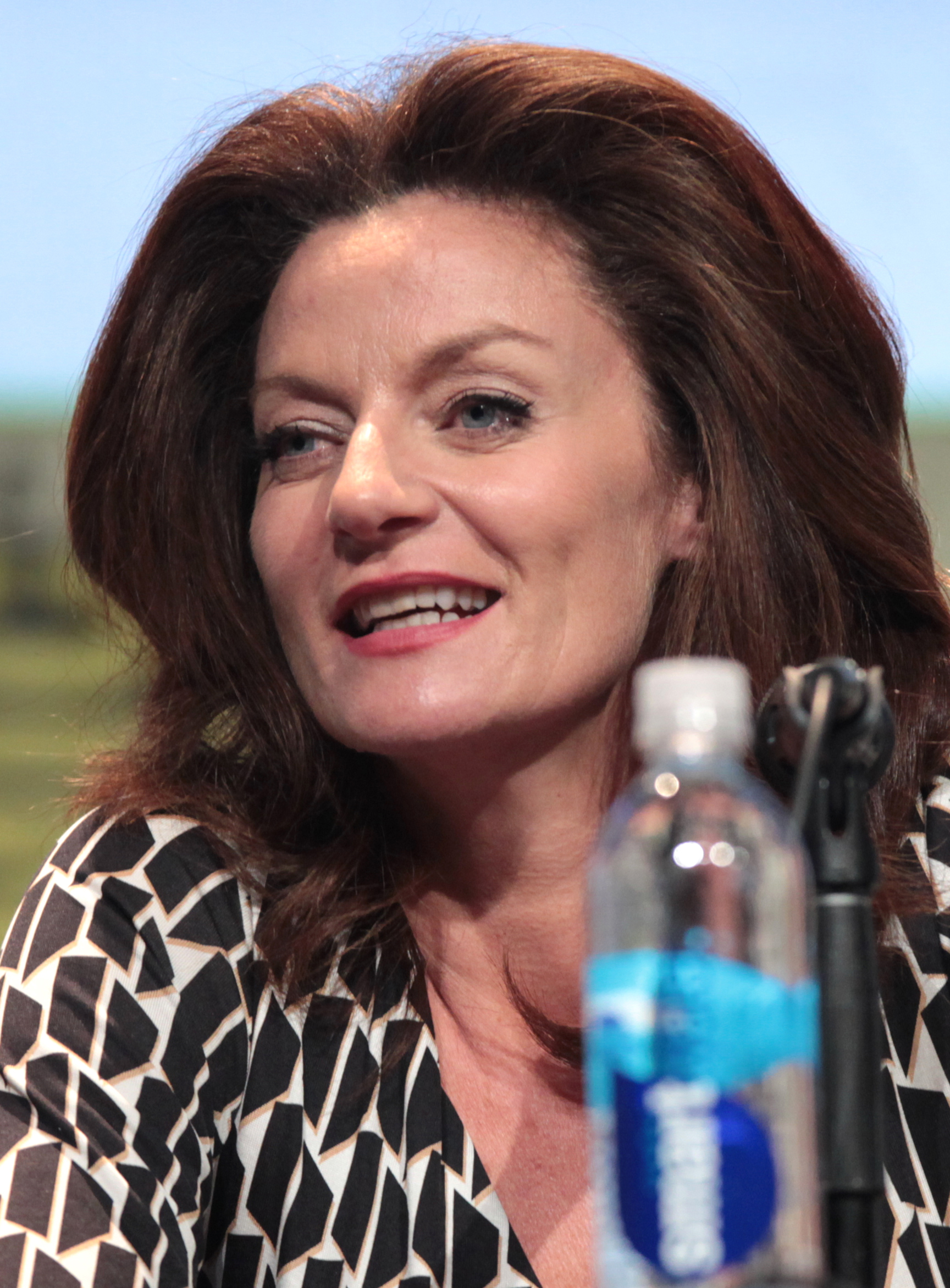
Michelle Gomez a joué le rôle de cruella dans la série sortie en 2019.

### Animation
- Voix originale : Betty Lou Gerson
- Voix françaises : Lita Recio (Les 101 Dalmatiens) et Élisabeth Wiener (Les 101 Dalmatiens 2 : Sur la trace des héros)
- Voix québécoise : Élise Bertrand (Les 101 Dalmatiens 2 : L'aventure londonienne de Patch)

#### Dans les autres pays
- Voix allemandes : Gisela Reißmann (1961) et Beate Hasenau (1981)
- Voix danoise : Berthe Quistgård
- Voix espagnole latino-américaine : Carmen Donna-Dío
- Voix italienne : Rosetta Calavetta
- Voix japonaise : Michiko Hirai
- Voix néerlandaises : Tonny Huurdeman (1982) et Gerrie van der Klei (1995)
- Voix polonaise : Maria Górecka
- Voix portugaise : Olga Nobre
- Voix suédoises : Gaby Stenberg (1961) et Mona Seilitz (1995)

### Prise de vues réelles
- Dans le remake Les 101 Dalmatiens (1996) et sa suite (2002), son rôle est interprété par Glenn Close (VF : Élisabeth Wiener ; VQ : Anne Caron).
- Dans la série Once Upon a Time (2011-2018), son rôle est interprété par Victoria Smurfit (VF : Juliette Degenne).
- Dans la franchise Descendants (2015-2019), son rôle est interprété par Wendy Raquel Robinson.
- Dans le film Cruella (2021), son rôle est interprété par Emma Stone (VF : Elisabeth Ventura ; VQ : Catherine Brunet) (Estella adulte), Billie Gadsdon (Estella à 5 ans) et Tipper Seifert-Cleveland (VF : Lévanah Solomon ; VQ : Emma Bao Linh Tourné) (Estella à 12 ans)

## Anecdotes
- La fumée verte que souffle Cruella dans Once Upon a Time fait référence à son tabagisme dans le dessin animé. La cigarette que fume Cruella dans le dessin animé produit en effet une fumée verdâtre.
- Dans le dessin animé de 1961 et dans l'adaptation de 1996, Cruella ne se sépare jamais de son fume-cigarette.
- Dans le dessin animé, Cruella est présentée comme une ancienne amie d'Anita. Dans le film, elle est sa patronne, Anita étant styliste dans la maison de couture de Cruella.
- La chanson Cruella de Vil (Cruelle diablesse en version française) a été reprise par Selena Gomez en 2008[10].
- Cruella est un personnage central de la parade d'Halloween de Disneyland Paris, avec entre autres Jafar, Maléfique et la Reine-sorcière.
- Elle apparaît dans le film Il était une fois Halloween lorsque le chaudron magique présente à la Reine-sorcière les autres méchants de Disney.
- Dans la série Once Upon a Time, elle surnomme tout le monde « Darling », aussi bien en VO qu'en VF.